# Бабович, Соломон Бабакаевич
Соломо́н (Шолеме́) Бабака́евич Бабо́вич (Бобо́вич; XVIII век, Крымское ханство — 1812, Евпатория, Таврическая губерния) — евпаторийский 2-й гильдии купец, караимский общественный деятель и благотворитель.

## Биография
Родился в семье армянобазарского шапочника Бабакая (Нахаму) Юфудовича Чабака. Имел младших братьев Илью, Самуила и Юфуду. Обучался в мидраше. Благодаря отцу занялся коммерцией. Вскоре накопил небольшой капитал и в начале 1780-х годов открыл мелочную торговлю. После присоединения Крыма к Российской империи стал сотрудничать по торговым делам с исправником Перекопского и Евпаторийского уездов Кая-бием Балатуковым. Последний поручал Соломону Чабаку реализовывать урожаи своих экономий. Став крупным коммерсантом, по предложению Балатукова переехал из Армянского Базара в Евпаторию в качестве управляющего делами местного купца-француза, к которому устроились и братья Чабака, из-за чего всю их семью стали называть «француз». Русское население обращалось к Шолеме Чабаку по отчеству Бабакаевич, или сокращённо Бобович, откуда и пошла известная караимская фамилия. Участвуя в коммерческих операциях француза как пайщик, заработал значительное состояние. 
Пользуясь уважением в караимской общине Евпатории, стал её старостой. В 1795 году как уполномоченный евпаторийских караимов вместе с Вениамином Ага и Исааком бен Шеломо отправился в Санкт-Петербург на приём к Екатерине II с целью ходатайства о нераспространении на караимов закона об обложении торговцев-евреев двойным промысловым налогом. В результате, при поддержке графа П. А. Зубова, вышел рескрипт императрицы от 8 июня 1795 года «Об увольнении Таврических Евреев, именуемых Караимы, от положенных на всех вообще евреев двойных податей». В память об этом событии во дворе евпаторийских кенасс была установлена большая мемориальная плита.
В начале XIX века избран городским головой Евпатории. В 1803 году вместе с одним из предводителей евпаторийских караимов Иосифом Ага пригласил в Евпаторию на должность главного учителя (меламмеда) и старшего газзана караимского учёного из Луцка Иосифа-Соломона «Яшара» Луцкого (1768—1844). На ниве благотворительности известен тем, что пожертвовал значительную сумму для сооружения в Евпатории большой кенассы, которая была построена в 1807 году по проекту Самуила Бобовича.
Умер в 1812 году в Евпатории в пожилом возрасте.

### Семья
Жена — Эстер Мордехаевна Бабович (урождённая Коген-Айваз; ? — 1825), благотворительница. Дети:
- Сима Соломонович Бабович (1790—1855) — евпаторийский купец, крупный землевладелец, Таврический и Одесский караимский гахам в 1839—1855 годах.
- Бабакай (Нахаму) Соломонович Бабович (1801—1882) — евпаторийский купец, потомственный почётный гражданин, Таврический и Одесский караимский гахам в 1857—1878 годах.

## Награды
- Золотая медаль с надписью «За усердие» на Аннинской ленте (10 апреля 1812)[1][9]

## Память
Над восточным входом в большую кенассу находилась мраморная доска с надписью на древнееврейском языке (перевод на русский Я. Б. Шамаша): 
Сие святилище было основано в 5564 году благочестивыми караимами во главе со старшиною Соломоном, сыном Нахама, пожертвовавшим большую сумму на его строительство. Он скончался в 5572 году от сотворения мира. Первое богослужение в нём было совершено в первый день 5565 года.
Впоследствии доска пропала, а на её месте в 2005 году установлена плита с текстом на древнееврейском, составленным по русскому переводу Я. Б. Шамаша. На восточной стене двора ожидания молитвы евпаторийских кенасс также помещена отдельная памятная плита со стихами восхваления достоинств Соломона Бабовича. 

## Факты
- Русский историк Г. И. Спасский упоминал Соломона Бобовича в своих «Путевых записках о Крыме»[12]:Со времени присоединения Крыма к России, при благодетельной в отечестве нашем веротерпимости, и Караимы, вместо прежних подземелий, стали собираться на молитву в частном доме; а в 1803 году старанием Шимина (Соломона) Бобовича — отца богатого и уважаемого почётного гражданина Симы Бобовича — и иждивением всего караимского общества, выстроена существующая теперь большая синагога, довольно-хорошей наружности, к которой, для лучшей поместительности молящихся, рядом с нею, в 1811 году пристроено и другое, почти такое же здание.
- По словам гахама С. М. Шапшала, крымские татары, называвшие и караимов, и евреев словом «чуфут», сложили о Соломоне Бабовиче пословицу «Чуфут болсан, Сулейман гиби бол», в переводе с крымскотатарского: «Если ты еврей, то будь таким, как Соломон»[13].